# Grinding Gear Games
Grinding Gear Games (abb. GGG) é uma empresa desenvolvedora de videogames da Nova Zelândia, fundada em 2006 e com sede em Auckland. Ex-desenvolvedor independente, o estúdio foi adquirido pela empresa de tecnologia chinesa Tencent em maio de 2018, após a empresa chinesa ter publicado o título único do estúdio, Path of Exile, na China (excluindo Hong Kong e Macau). A versão beta aberta do Path of Exile foi lançada mundialmente em janeiro de 2013; e a versão 1.0 do jogo foi lançada em outubro de 2013.

## História
A Grinding Gear Games foi fundada em 2006 em Auckland, Nova Zelândia. A empresa afirma que seus membros fundadores vêm de vários países e origens. 
A GGG desenvolveu o Path of Exile, que foi lançado em 23 de outubro de 2013. Durante o beta aberto, de 23 de janeiro de 2013, até o lançamento, mais de 46.000 pessoas participaram. A GGG patrocinou o Path of Exile ao permitir que os usuários comprassem microtransações no jogo antes da data de lançamento dos jogos. Em apenas seis dias, a GGG conseguiu levantar mais de $ 245.000. A empresa está agora focando no lançamento para mais plataformas, mais regiões e na criação de itens cosméticos disponíveis para compra por meio de microtransações.
Em 2018, a Tencent passou a ser acionista majoritária da GGG, adquirindo 80% das ações da empresa. Os três co-fundadores detêm os 20% restantes. Dois dos co-fundadores também fazem parte do conselho de administração, ao lado de três nomeados pela Tencent em abril de 2018.

## Jogos desenvolvidos
| Ano  | Título          | Plataformas                                     |
| ---- | --------------- | ----------------------------------------------- |
| 2013 | Path of Exile   | Microsoft Windows, PlayStation 4, Xbox One      |
| 2024 | Path of Exile 2 | Microsoft Windows, PlayStation 5, Xbox Series X |